# Rugby League Pacific Championships
El Rugby League Pacific Championships anteriormente conocida como Oceania Cup, es un torneo de rugby league disputado por las selecciones más fuertes de Oceanía.
El torneo es organizado por la Australian Rugby League Commission, autoridad que controla la National Rugby League.
La primera temporada fue la de 2019, consagrando a la selección de Australia como el primer campeón del torneo, mientras que la selección de Fiyi obtuvo el torneo de segunda división.
Desde la edición 2024 se disputa el torneo en formato femenino.
En sus dos categorías, femenino y masculino, el torneo se disputa en dos divisiones, la Pacific Cup corresponde a la primera división y el Pacific Bowl a la segunda, existiendo ascensos y descensos entre ambas categorías. 

## Equipos participantes

### Masculino
- Australia
- Fiyi
- Islas Cook
- Nueva Zelanda
- Papúa Nueva Guinea
- Samoa
- Tonga

### Femenino
- Australia
- Fiyi
- Islas Cook
- Nueva Zelanda
- Papúa Nueva Guinea
- Samoa
- Tonga

## Campeonatos

### Masculino
| Edición | Año  | Campeón                                    | 2º puesto                                  | 3º puesto                                  | 4º puesto                                  | 5º puesto                                  | 6º puesto                                  |
| ------- | ---- | ------------------------------------------ | ------------------------------------------ | ------------------------------------------ | ------------------------------------------ | ------------------------------------------ | ------------------------------------------ |
| I       | 2019 | Australia                                  | Nueva Zelanda                              | Tonga                                      | Fiyi                                       | Samoa                                      | PNG                                        |
| -       | 2020 | Edición cancelada por pandemia de COVID-19 | Edición cancelada por pandemia de COVID-19 | Edición cancelada por pandemia de COVID-19 | Edición cancelada por pandemia de COVID-19 | Edición cancelada por pandemia de COVID-19 | Edición cancelada por pandemia de COVID-19 |
| II      | 2023 | Nueva Zelanda                              | Australia                                  | Samoa                                      | PNG                                        | Fiyi                                       | Islas Cook                                 |
| III     | 2024 | Australia                                  | Tonga                                      | Nueva Zelanda                              | PNG                                        | Fiyi                                       | Islas Cook                                 |
| IV      | 2025 | A disputarse                               | A disputarse                               | A disputarse                               | A disputarse                               | A disputarse                               | A disputarse                               |

### Femenino
| Edición | Año  | Campeón      | 2º puesto     | 3º puesto    | 4º puesto    | 5º puesto    | 6º puesto    | 7º puesto    |
| ------- | ---- | ------------ | ------------- | ------------ | ------------ | ------------ | ------------ | ------------ |
| I       | 2024 | Australia    | Nueva Zelanda | PNG          | Samoa        | Fiyi         | Islas Cook   | Tonga        |
| II      | 2025 | A disputarse | A disputarse  | A disputarse | A disputarse | A disputarse | A disputarse | A disputarse |